# Пусурман
Пусурма́н, також Солоне, Аугун, Тюп-Алгази (крим. Pusurman - "брудний", Tüp Alğazı - "малий рід") — гірко-солоне озеро, розташоване на Присиваській низовині, що на північному заході Джанкойського району. Площа — 0,7 км². Тип загальної мінералізації — гірко-солоне. Походження — лиманове. Група гідрологічного режиму — безстічне.

## Географія
Входить в Перекопську групу солоних озер. Площа водозбірного басейну — 1,7 км². Довжина — 1,2 км. Ширина — 0,8 км. Глибина — 0,4 м, найбільша — 0,7 м. Висота над рівнем моря: -0.2 м. Найближчий населений пункт — село Цілинне; село Покоси (Пусурман 1-й), розташовувалося на березі озера до ліквідації в період 1954-1968 року.
Озерна улоговина водойми довгасто-овальної форми, витягнута з заходу на схід. Береги пологі. Річки не впадають. На заході і сході розташовані посухи Західного Сиваша — частини акваторії, відокремлені сушею, які періодично затоплюються під дією вітру — вітрових нагонів. Площа озера зазнає великих сезонних коливань: влітку і восени вона значно менша, ніж навесні. Води, які заповнюють озеро сильно мінералізовані, з сезонним коливанням мінералізації в широких межах, тому озеро відноситься до категорії мінеральних (соляних) озер з концентрацією солей вище океанічної.
Ропа через мілководності і темного кольору донних відкладень легко прогрівається, температура її відносно мало відрізняється від температури повітря. Тільки три озера Перекопської групи (Кирлеуцьке, Пусурман, Чайка) за хімічним складом вод відносяться до першого класу, де крім хлористого натрію і хлористого магнію, міститься сірчанокислий магній. Донні відклади представлені чорним і сірими мулами різної потужності, прикритими в літню пору шаром свіжоосадженої солі.
Так як солоність вод озера висока, то біологічні процеси в них пригнічені, вищі водні рослини розвиваються невеликими групами лише в зоні прибережних виходів підземних прісних вод, у донних джерел розвиваються діатомові водорості. Середньорічна кількість опадів — близько 400 мм. Джерело постачання: підземні води (Причорноморського артезіанського басейну) — донні висхідні джерела (грифони) прісних і солонуватих вод, які бувають у акваторії і у берегових обривів. Поверхневий стік по балках в озеро спостерігається рідко, раз в декілька років. Оскільки озеро безстічне, велика витрата вологи з його поверхні йде виключно на випаровування.
Уздовж берегової лінії озера росте рослинність солончакових пустель, а також галофільні трави, такі так полин гіркий, подорожник морський, солонець, сарсазан.